# Retrospective EP
I Retrospective EP sono una serie di EP pubblicati digitalmente dal gruppo musicale britannico Keane, con la prima serie pubblicata il 5 dicembre 2008.

## Everybody's Changing
La prima serie dei Retrospective EP ruota attorno a Everybody's Changing, il primo singolo pubblicato commercialmente dal gruppo nel mese di maggio 2003 e successivamente ripubblicato nel 2004 come il secondo singolo estratto dal primo album in studio Hopes and Fears.
L'EP contiene anche il brano Fly to Me (originariamente inserito come b-side di Everybody's Changing) e l'inedito Into the Light, che presenta il pianista Tim Rice-Oxley alla voce principale.

### Tracce
Testi e musiche di Tim Rice-Oxley, Tom Chaplin e Richard Hughes.
1. Everybody's Changing (Original Demo) – 3:47
2. Everybody's Changing (Demo from July 2002) – 3:32
3. Everybody's Changing (Fierce Panda Version) – 3:36
4. Everybody's Changing (Live Version from First Lamacq Live Electric Session on Radio 1) – 3:48
5. Fly to Me (Demo) – 6:19
6. Into the Light (Demo) – 3:18
7. Everybody's Changing (Video chat of Tim interviewed by Tom about the song) – 8:27

### Formazione
- Tom Chaplin – voce
- Tim Rice-Oxley – pianoforte, tastiera, basso; voce (traccia 6)
- Richard Hughes – batteria

## Sunshine
La seconda serie dei Retrospective EP, pubblicata il 28 giugno 2010 nello store digitale del gruppo, ruota attorno ad alcuni brani realizzati dal trio con il produttore James Sanger nel 2001, ovvero Sunshine e This Is the Last Time.
L'EP include anche Walnut Tree (originariamente inserita come b-side di Somewhere Only We Know) e gli inediti Maps e Happy Soldier.

### Tracce
Testi e musiche di Tim Rice-Oxley, Tom Chaplin, Richard Hughes e James Sanger, eccetto dove indicato.
1. Sunshine (Original Demo 26-10-01) – 4:08
2. Sunshine (Live at Glastonbury June 2005) – 4:48
3. This Is the Last Time (Demo 26-10-01) – 4:58
4. This Is the Last Time (Demo 31-03-03) – 3:29
5. Maps (Demo 26-10-01) – 4:52 (Tim Rice-Oxley, Tom Chaplin, Richard Hughes)
6. Walnut Tree (Demo 10-05-02) – 3:45
7. Happy Soldier (Demo 26-10-01) – 7:45 (Tim Rice-Oxley, Tom Chaplin, Richard Hughes)

### Formazione
- Tom Chaplin – voce; chitarra acustica (tracce 5 e 7)
- Tim Rice-Oxley – pianoforte, tastiera, basso; voce (traccia 1)
- Richard Hughes – batteria